# Sudenburger Straße 3

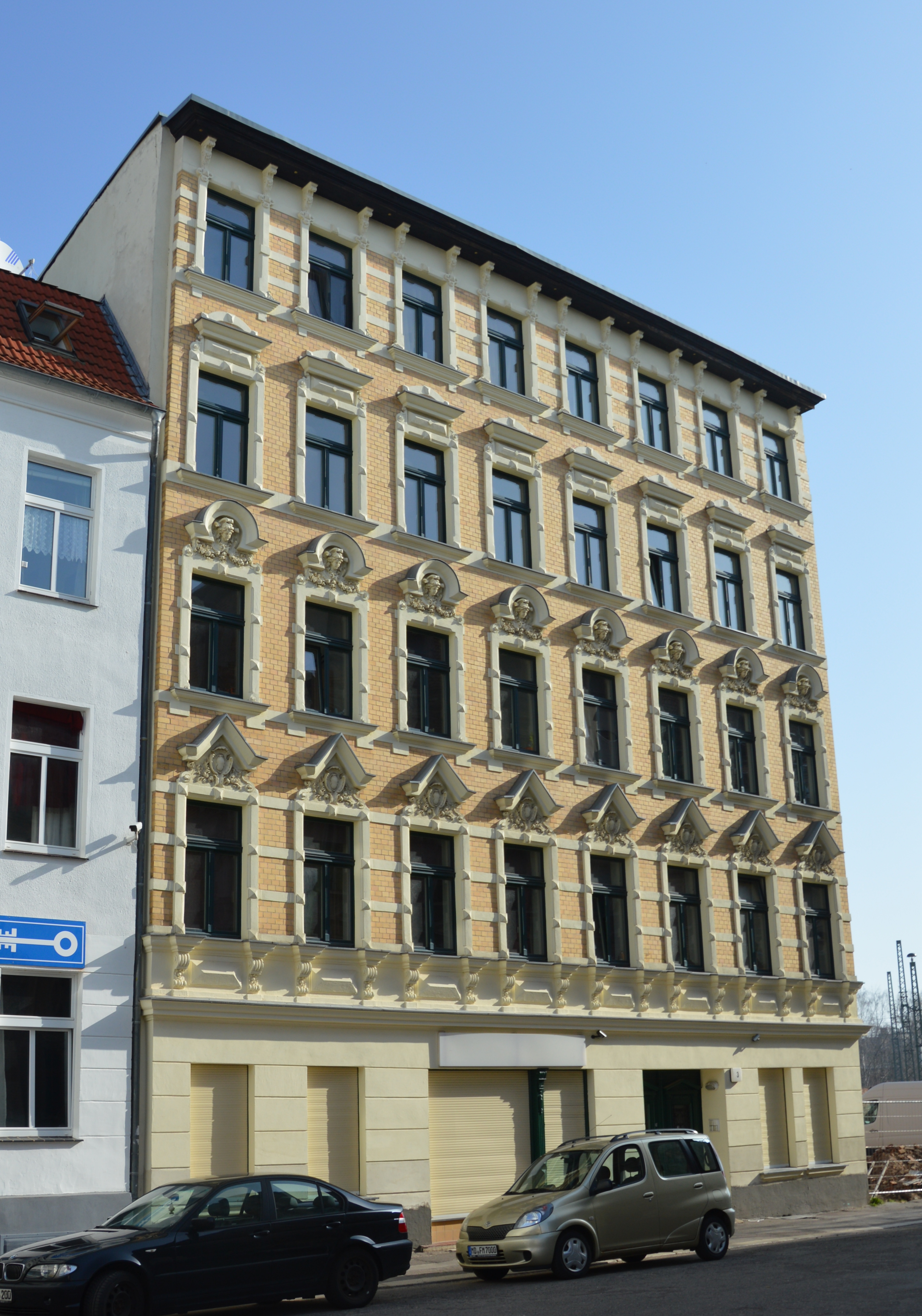
Sudenburger Straße 3

Das Gebäude Sudenburger Straße 3 ist ein denkmalgeschütztes Wohnhaus im Magdeburger Stadtteil Leipziger Straße in Sachsen-Anhalt.

## Lage
Es befindet sich im Ortsteil Insel nahe dem östlichen Ende der Sudenburger Straße auf deren Nordseite.

## Architektur und Geschichte
Das fünfgeschossige Gebäude wurde im Jahr 1888 vom Bauunternehmer Carl Hentrich geplant. Noch während des Baus wurde es an August Busch veräußert. Die historistische Fassade des schlicht ausgeführten Ziegelbaus ist achtachsig und völlig gleichmäßig angelegt. Am Erdgeschoss findet sich ein flaches Putzband. Auch die Fassade des ersten Obergeschosses ist von schmalen, horizontal verlaufenden Putzbändern geprägt. Die Fensterverdachungen im ersten und zweiten Obergeschoss sind mit Kopfbüsten und Rollwerkkartuschen verziert. Bedeckt ist der Bau von einem Flachdach.
Im örtlichen Denkmalverzeichnis ist das Wohnhaus unter der Erfassungsnummer 094 70463 als Baudenkmal verzeichnet.
Das Wohnhaus bildet mit den gegenüberliegenden Gebäuden Sudenburger Straße 23 und 24 die letzten erhaltenen Teile der gründerzeitlichen Bebauung der Straße. Es entstand als einfaches Mietshaus im ursprünglichen Arbeiterviertel, nahe dem Grusonwerk.